# Sanmarinska köket

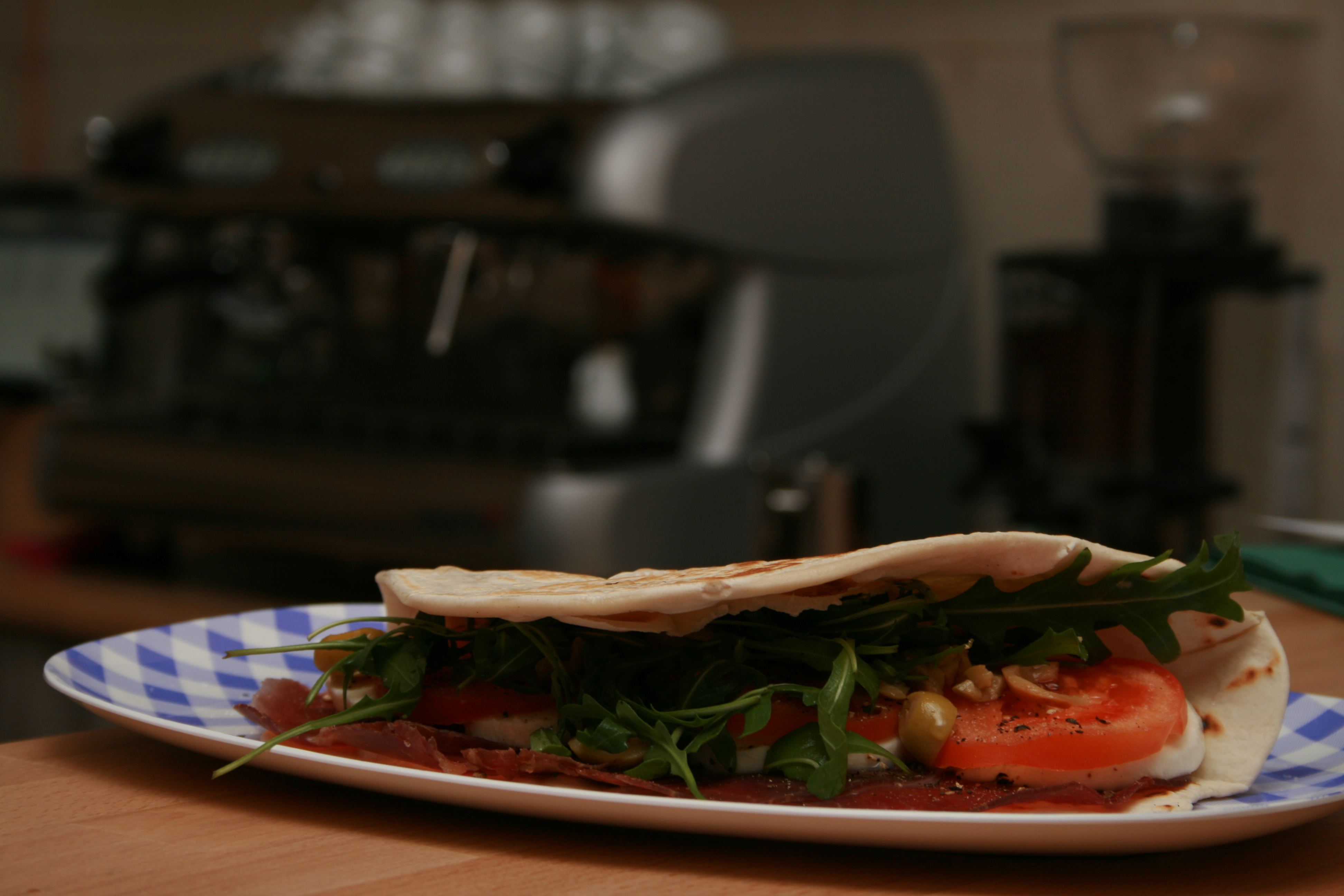
En pieda eller piedina med bresaola. Piedina är inte enbart en rätt från San Marino utan även i den omgivande regionen Emilia-Romagna.

Sanmarinska köket är den kokkonst som utövas i San Marino. Då San Marino är en europeisk mikrostat som är helt landomgärdad av Italien så liknar det sanmarinska köket till stor del det italienska köket, speciellt det i de närliggande regionerna Emilia-Romagna och Marche. Även om landet till stor del liknar medelhavsköket är köket eklektiskt och har ett stort antal egna unika rätter och produkter.[källa behövs] Några nämnvärda lokala rätter är fagioli con le cotiche, en julsoppa med bönor och bacon, pasta e cece, en kikärt- och pastasoppa med vitlök och rosmarin, nidi di rondine en ugnsbakad pastarätt med rökt skinka, nötkött, ost och en tomatsås, samt stekt kanin med fänkål. Pieda är en rätt som mestadels finns i Borgo Maggiore, och som liknar Spanikopita förutom att den är i ett pitabröd och består av mozzarella istället för fetaost.
Tårtan Torta Tre Monti, baserad på San Marinos tre torn som är en rånkaka i lager täckt med choklad, är typisk, liksom Torta Titano, en dessert i lager på kex, hasselnötter, choklad, grädde och kaffe. Bustrengo, en traditionell julkaka på honung, nötter och torkad frukt, verretta, en dessert på hasselnötter och chokladrån, cacciatello, en dessert med mjölk, socker och ägg, och zuppa di ciliegie, körsbär stuvade i sötat rött vin och serverat på rött bröd, är andra exempel.[källa behövs]
Flera viner och likörer produceras i regionen.